# Jelena Jegorowna Gortschakowa

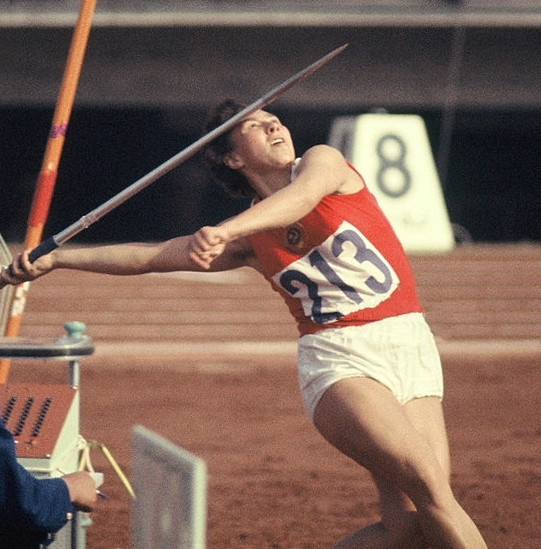
Jelena Gortschakowa (1964)

Jelena Jegorowna Gortschakowa (russisch Елена Егоровна Горчакова, engl. Transkription Yelena Gorchakova; * 17. Mai 1933 in Moskau; † 27. Januar 2002) war eine sowjetische Speerwerferin.
Im Alter von 19 Jahren gewann sie bei den Olympischen Spielen 1952 in Helsinki mit einer Weite von 49,76 m die Bronzemedaille im Speerwurf hinter der Tschechoslowakin Dana Zátopková (50,47 m) und ihrer Mannschaftskollegin Alexandra Tschudina (50,01 m). Obwohl sie Jahr für Jahr der Weltspitze angehörte, gelang ihr lange Zeit nicht die Qualifikation für weitere internationale Meisterschaften, weil die Konkurrenz in der Sowjetunion äußerst groß war.
In den 1960er-Jahren trat Gortschakowa wieder verstärkt in Erscheinung. Bei der Universiade 1961 in Sofia gewann sie die Goldmedaille vor der Rumänin Maria Diaconescu und der Deutschen Almut Brömmel. Im folgenden Jahr belegte sie bei den Leichtathletik-Europameisterschaften in Belgrad den achten Platz. 1963 wurde sie sowjetische Meisterin. Den  Höhepunkt ihrer internationalen Karriere erlebte sie bei den Olympischen Spielen 1964 in Tokio, zwölf Jahre nach ihrer ersten Olympiateilnahme. In der Qualifikation warf sie den Speer auf 62,40 m und übertraf damit den Weltrekord ihrer Landsfrau Elvīra Ozoliņa um 2,66 m. Ozoliņa hatte im selben Jahr zwar bereits 61,38 m erreicht, diese Leistung wurde aber offiziell nicht anerkannt. So gesehen war Gortschkowas Versuch der erste über 60 m durch eine Frau. Im Finale erreichte sie jedoch keine vergleichbare Leistung. Sie kam nicht über 57,06 m hinaus und musste sich mit dem dritten Rang hinter der Rumänin Mihaela Peneș (60,54 m) und der Ungarin Márta Rudas (58,27 m) begnügen.
Danach wurde sie 1965 noch einmal sowjetische Meisterin und belegte bei den Leichtathletik-Europameisterschaften 1966 in Budapest den vierten Platz.